# Strada nazionale 9 (Argentina)
La strada nazionale 9 (in spagnolo: Ruta Nacional 9) è una delle principali strade statali argentine che unisce la capitale Buenos Aires con le città di Rosario e Córdoba, con le province del nord-ovest e con la frontiera boliviana.
Attraversa le province di Buenos Aires, Córdoba, Santiago del Estero, Tucumán, Salta e Jujuy nonché le corrispettive capitali. Origina dall'intersezione con l'Avenida General Paz, al confine tra Buenos Aires e la provincia bonaerense e termina presso il ponte Internazionale Horacio Guzmán a La Quiaca. Oltre la frontiera boliviana continua come strada 14.

## Percorso

### Autostrada Buenos Aires-Rosario
Il progetto per la costruzione di un'autostrada tra Buenos Aires e Rosario fu presentato nel 1943. Nel 1959 fu completato il primo tronco Buenos Aires-Garín. Nel 1977 fu aperto al traffico il tratto Campana-Zárate che consentiva l'allacciamento con il ponte Zárate-Brazo Largo e la strada nazionale. L'anno seguente fu invece completato il troncone San Nicolás de los Arroyos-Rosario. L'ultimo tratto compreso tra Campana e Río Tala fu aperto nel 1987.

### Autostrada Rosario-Córdoba
La costruzione dell'autostrada venne approvata il 12 novembre 1986, tuttavia a causa di ritardi l'apertura dei due primi tronconi avvenne solo nell'ottobre e nel novembre 1999. Negli anni seguenti furono realizzati e aperti al traffico altri rami dell'infrastruttura fino a quando il 22 dicembre 2010 l'opera poté essere definitivamente inaugurata alla presenza della presidente Cristina Fernández.